# Heinrich Böll
Heinrich Böll (født 21. december 1917 i Köln, død 16. juli 1985 i Kreuzau) var en tysk forfatter og oversætter. Böll er især anerkendt for sit arbejde som efterkrigsforfatter.
I 1972 modtog Böll Nobels literaturpris: "for sine værker, der, ved at kombinere et bredt perspektiv af hans samtid med en følsom evne til personkarakteristik har bidraget til en fornyelse af tysk litteratur".

## Ungdom og krigstid
Heinrich Böll blev født som sjette barn af drejeren Viktor Böll og hans kone Maria. I familien tilhørte man ligesom mange andre i dette område den katolsk-romerske kirke, og afvisningen af den preussisk inspirerede a-religiøse nationalsocialisme var derfor naturlig, selvom ideologien fyldte meget i Nazi-Tyskland. Efter at være blevet student i 1937 kom han i lære i en boghandel, som han dog droppede blot 11 måneder senere. I sommeren 1939 påbegyndte han Köln studier i tysk og klassisk filologi. På dette tidlige tidspunkt skrev han sin første roman, Am Rande der Kirche. Allerede et par måneder efter studiestart blev han indkaldt til militærtjeneste. Først omkring  2. verdenskrigs afslutning i 1945 sluttede hans tid som soldat slut, da han i april kom i amerikansk krigsfangenskab.

## Tilbage til livet og litteraturen
Under krigen havde han ikke skrevet andet end breve, men kort efter krigens afslutning begyndte han igen at skrive litteratur. Hovedsageligt korte fortællinger, der beskæftigede sig med efterkrigstidens Tyskland.

## Hovedværkerne
Især i løbet af 1950'erne blev Heinrich Bölls status som stor tysk forfatter slået fast. I denne periode skrev han de store værker Wo warst du, Adam? (1951), Und sagte kein einziges Wort (1953), Haus ohne Hüter (1954), Irisches Tagebuch (1957), Doktor Murkes gesammeltes Schweigen und andere Satiren (1958), Billard um halbzehn (1959), Ansichten eines Clowns (1963) og Ende einer Dienstfahrt (1966).

## Bölls betydning
Böll er en af de mest betydningsfulde af efterkrigstidens tyske forfattere. Hans bøger har været med til at sætte Tysklands problematiske fortid til debat. Han er en af de mest læste tyske forfattere både hjemme og i udlandet.
Han modtog i 1967 Georg Büchner-prisen.

## Værker
| - Die Botschaft, 1947 - Der Zug war pünktlich, 1949 - An der Brücke, 1949 - Wanderer, kommst du nach Spa..., 1950 - Wo warst du, Adam?, 1951 - Die schwarzen Schafe, 1951 - Nicht nur zur Weihnachtszeit, 1951 - Mein Onkel Fred, 1951 - Der Lacher, 1952 - Schicksal einer henkellosen Tasse, 1952 - Die unsterbliche Theodora, 1953 - Bekenntnis eines Hundefängers, 1953 - Erinnerungen eines jungen Königs, 1953 - Im Lande der Rujuks, 1953 - Hier ist Tibten, 1953 - Und sagte kein einziges Wort, 1953 - Die Waage der Baleks, 1953 - Haus ohne Hüter, 1954 - Unberechenbare Gäste, 1954 - Es wird etwas geschehen, 1954 - Das Brot der frühen Jahre, 1955 | - Die Botschaft, 1947 - Der Zug war pünktlich, 1949 - An der Brücke, 1949 - Wanderer, kommst du nach Spa..., 1950 - Wo warst du, Adam?, 1951 - Die schwarzen Schafe, 1951 - Nicht nur zur Weihnachtszeit, 1951 - Mein Onkel Fred, 1951 - Der Lacher, 1952 - Schicksal einer henkellosen Tasse, 1952 - Die unsterbliche Theodora, 1953 - Bekenntnis eines Hundefängers, 1953 - Erinnerungen eines jungen Königs, 1953 - Im Lande der Rujuks, 1953 - Hier ist Tibten, 1953 - Und sagte kein einziges Wort, 1953 - Die Waage der Baleks, 1953 - Haus ohne Hüter, 1954 - Unberechenbare Gäste, 1954 - Es wird etwas geschehen, 1954 - Das Brot der frühen Jahre, 1955 | - Doktor Murkes gesammeltes Schweigen, 1955 - Monolog eines Kellners, 1956 - Irisches Tagebuch, 1957 - Im Tal der donnernden Hufe, 1957 - Hauptstädtisches Journal, 1957 - Der Wegwerfer, 1957 - Der Bahnhof von Zimpren, 1958 - Billard um halbzehn, 1959 - Keine Träne um Schmeck, 1961 - Ansichten eines Clowns, 1963 - Entfernung von der Truppe, 1964 - Ende einer Dienstfahrt, 1966 - Als der Krieg ausbrach, 1966 - Gruppenbild mit Dame, 1971 - Die verlorene Ehre der Katharina Blum (Katharina Blums tabte ære), 1974 - Du fährst zu oft nach Heidelberg, 1977 - Fürsorgliche Belagerung, 1979 - Frauen vor Flusslandschaft, 1985 - Der Engel schwieg, 1992 - Der blasse Hund, 1995 - Kreuz ohne Liebe, 2002 | - Doktor Murkes gesammeltes Schweigen, 1955 - Monolog eines Kellners, 1956 - Irisches Tagebuch, 1957 - Im Tal der donnernden Hufe, 1957 - Hauptstädtisches Journal, 1957 - Der Wegwerfer, 1957 - Der Bahnhof von Zimpren, 1958 - Billard um halbzehn, 1959 - Keine Träne um Schmeck, 1961 - Ansichten eines Clowns, 1963 - Entfernung von der Truppe, 1964 - Ende einer Dienstfahrt, 1966 - Als der Krieg ausbrach, 1966 - Gruppenbild mit Dame, 1971 - Die verlorene Ehre der Katharina Blum (Katharina Blums tabte ære), 1974 - Du fährst zu oft nach Heidelberg, 1977 - Fürsorgliche Belagerung, 1979 - Frauen vor Flusslandschaft, 1985 - Der Engel schwieg, 1992 - Der blasse Hund, 1995 - Kreuz ohne Liebe, 2002 |